# Як Нелеман
Як Нелеман (на датски: Jac Nellemann) е датски автомобилен състезател, пилот от Формула 1. Има само един старт в шампионата, като не успява да спечели точки с екипа на РАМ.